# 西鄉孤月
西郷孤月（1873年9月23日—1912年8月31日）是日本畫家。筑摩縣筑摩郡松本深志町（現・長野縣松本市）出身。曾在東北、北陸、北海道、九州、台灣旅行。主要作品『春暖』『四季花鳥圖』等。